# Parapenetretus
Parapenetretus is een geslacht van kevers uit de familie van de loopkevers (Carabidae). De wetenschappelijke naam van het geslacht is voor het eerst geldig gepubliceerd in 1960 door Kurnakov.

## Soorten
Het geslacht Parapenetretus omvat de volgende soorten:
- Parapenetretus caudicornis (Kurnakov, 1963)
- Parapenetretus kabaki Zamotajlov, 2002
- Parapenetretus kasantsevi (Zamotajlov & Sciaky, 1999)
- Parapenetretus medvedevi Zamotajlov & Sciaky, 2006
- Parapenetretus microphthalmus (Fairmaire, 1888)
- Parapenetretus microps Zamotajlov & Sciaky, 1996
- Parapenetretus nanpingensis Zamotajlov & Sciaky, 1996
- Parapenetretus pavesii Zamotajlov & Sciaky, 1996
- Parapenetretus pilosohumeralis Zamotajlov, 1993
- Parapenetretus saueri Zamotajlov & Sciaky, 1996
- Parapenetretus shimianensis Zamotajlov, 2002
- Parapenetretus subtilis Zamotajlov & Heinz, 1998
- Parapenetretus szetschuanus (Jedlicka, 1959)
- Parapenetretus wenxianensis Zamotajlov & Sciaky, 2006
- Parapenetretus wittmeri Zamotajlov, 1992
- Parapenetretus xilinensis (Zamotajlov & Wrase, 1997)